# (37519) Amphios
(37519) Amphios (3040 T-3) – planetoida z grupy trojańczyków okrążająca Słońce w ciągu 11,87 lat w średniej odległości 5,2 j.a. Odkryta 16 października 1977 roku.